# Estatus IMA
L'estatus IMA és la situació en què es troba un mineral després del seu estudi, segons l'Associació Mineralògica Internacional (IMA), l'organisme internacional que els regula.
El procés d'aprovació consisteix en la publicació d'un article que descrigui les propietats físiques d'una nova proposada nova espècie mineral. Aquesta proposat ha de ser revisada per la Commission on New Minerals, Nomenclature and Classification (CNMNC), i si és aprovada en votació dels seus membres el nou mineral es converteix en una espècie oficialment reconeguda, amb l'estatus d'aprovada.
Els minerals aprovats per l'IMA poden tenir els següents estats:
| Estat                                                                   | Descripció |
| ----------------------------------------------------------------------- | --- |
| Aprovat                                                                 | Aprovat com una espècie mineral vàlida per l'IMA |
| Vàlid - descrita per primera vegada abans de 1959 (pre-IMA) - "heretat" | Els minerals publicats i reconeguts com a vàlids abans de l'establiment de l'IMA l'any 1959 no han de ser aprovats, només publicats en una revista revisada. La majoria dels minerals comuns que coneixem avui dia són dins d'aquesta categoria. |
| Qüestionable / dubtós                                                   | Un mineral reconegut com a vàlid (en general un mineral "heretat"), però amb un cert nivell del dubte i amb la necessitat d'un nou examen. |
| Redefinit aprovat                                                       | Un mineral que ha estat aprovat, però redefinit com a part d'un nou examen. |
| Rebatejat aprovat                                                       | Un mineral que ha estat aprovat (o re-aprovat) amb un nou nom. |
| Sense nom - vàlid                                                       | Un mineral que és vàlid, però encara no ha estat identificat públicament. |

Els minerals que no estan aprovats per l'IMA o estan pendents d'aprovació poden tenir els següents estats:
| Estat                                          | Descripció |
| ---------------------------------------------- | --- |
| Desacreditat                                   | Originalment acceptat com una espècie mineral vàlida, però ja no acceptat com a tal. |
| Rebutjat                                       | Una proposta que va ser rebutjada pel vot de la IMA CNMNC. |
| No aprovat                                     | No aprovat actualment, sense cap informació addicional en quant al seu estat. |
| Pendent d'aprovació                            | Aprovació en espera. |
| Sense data                                     | Sense informació sobre el seu estat d'aprovació. |
| Nom de grup                                    | El nom d'un grup de minerals, no d'una espècie. |
| Mineral hipotètic                              | Alguns noms es donen a termes exterms hipotètics que (encara) no es troben en la naturalesa, o bé a anàlegs dels minerals que han estat creats per l'home, però que encara no es troben de manera natural.                              |
| Membre intermedi d'una sèrie de solució sòlida | Alguns noms es mantenen per raons històriques tot i que no s'adhereixen a la regla 50/50 de distingir espècies minerals en una sèrie.                                                                                                   |
| Publicat sense aprovació                       | Un mineral que no ha estat aprovat, tot i estar publicat i descrit en una revista, ja sigui perquè l'autor no ha volgut aprovar el mineral, o perquè no hi havia prou informació disponible per completar un procés d'aprovació formal. |
| Sense nom - no vàlid                           | Un mineral que és probable que sigui invàlid i que encara no ha estat nomenat en públic. |